# Рабулистика
Рабулистика — искусство изощренной аргументации, составная часть эристики. Позволяет выставить предмет обсуждения или последовательность чьих-либо мыслей в нужном свете, не всегда соответствующем действительности.
К примеру, применения рабулистики могут включать:
- Аргументы ad hominem: апеллирование не к фактам, а к качествам того, кто их приводит; допущение персональных ремарок, привлечение не относящихся к делу деталей, порочащих противника в споре в глазах окружающих и заставляющих их разочароваться в нём, а значит, и в его стороне спора.
- Лицемерие: рационализация обычно этически неприемлемых поступков задним числом, объяснение их через возвышенные цели; принципиальное намеренное расхождение внутренней и внешней аргументации.
- Двойные стандарты: оценка эквивалентных поступков, аргументов, событий, принципов с различных позиций в зависимости от того, что хочется доказать и какие выводы сделать. Приём известен по крайней мере со II века до н. э. в виде «quod licet Iovi, non licet bovi».
- Двойная терминология: намеренное использование лингвистически-психологических подтасовок и игра на коннотациях и разнице в окраске используемых слов: «разведчик» или «шпион», «террорист» или «борец за мир», «патриот» или «ксенофоб».
- Рефрейминг контекста, в котором ведётся разговор, изменение восприятия факта без попытки опровергнуть или скомпрометировать сам факт, через внушение того, что могло быть и хуже, или подача материала с другой точки зрения, или жонглирование внешними фактами, о которых ничего не известно, а значит, можно их склонять в нужную для рабулиста сторону.
- Привлечение софизмов, намеренно ложных умозаключений, которые могут до внимательного рассмотрения казаться верными, и этот момент можно использовать, построив на полученных выводах следующий слой аргументации или переведя внимание оппонента на что-то другое.